# 15소년 표류기

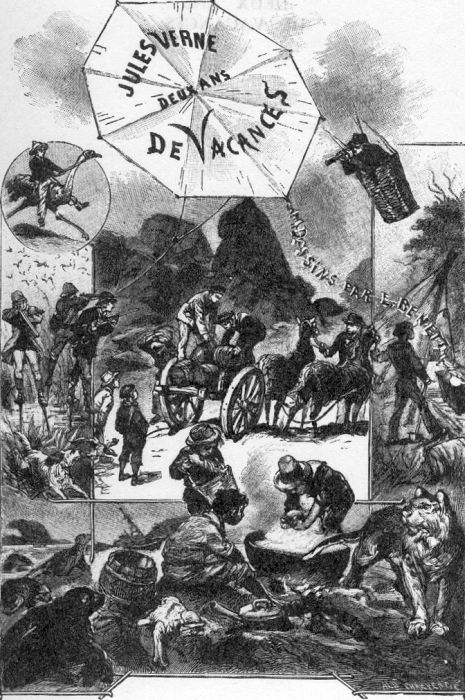
레옹 베네트가 그린 쥘 베른의 소설 "2년의 휴가" (1886-87)의 삽화.

《15소년 표류기》 또는 원제인 《2년간의 휴가》(프랑스어: Deux ans de vacances, 영어: Two Years' Vacation)는 프랑스의 작가 쥘 베른의 모험 소설이다.
여름 방학을 맞은 15명의 소년들이 배를 타고 여행을 떠나는데 도중에 폭풍우를 만나 2주일간이나 표류하다 무인도에 닿는다. 섬을 탐험하던 그들은 50년 전에 표류해 온 프랑스인이 살았던 동굴을 발견한다. 겨울이 오자 소년들은 눈 속에서 식량을 구하기도 하고 동굴을 넓히기도 하면서 온갖 고난과 모험을 겪는다. 봄이 가고 또 겨울이 왔다. 그러던 어느날, 이 섬에 악당들이 상륙한다. 그들 사이에 한바탕 싸움이 벌어지고 소년들은 힘을 합쳐 용감하게 악당들을 무찌른다. 소년들은 악당들이 타고 온 보트를 이용하여 2년 만에 다시 그리운 고향으로 돌아온다.